# トリメチルスルホニウム-テトラヒドロ葉酸-N-メチルトランスフェラーゼ
トリメチルスルホニウム—テトラヒドロ葉酸-N-メチルトランスフェラーゼ(trimethylsulfonium-tetrahydrofolate N-methyltransferase)は、次の化学反応を触媒する酵素である。
トリメチルスルホニウム + テトラヒドロ葉酸 {\displaystyle \rightleftharpoons } ジメチルスルフィド + 5-メチルテトラヒドロ葉酸
この酵素の基質はトリメチルスルホニウムとテトラヒドロ葉酸で、生成物はジメチルスルフィドと5-メチルテトラヒドロ葉酸である。
この酵素は転移酵素の一つで、特に一炭素基を転移させるメチルトランスフェラーゼである。組織名はtrimethylsulfonium:tetrahydrofolate N-methyltransferaseで、別名にtrimethylsulfonium-tetrahydrofolate methyltransferaseがある。